# Hoodwinker
Hoodwinker è un singolo del gruppo musicale britannico Enter Shikari, pubblicato il 9 ottobre 2016.

## Descrizione
Come il precedente singolo Redshift, anche Hoodwinker è stato pubblicato a sorpresa e senza alcun preavviso da parte della band o della sua etichetta.

Parlando del brano, il cantante Rou Reynolds ha detto: 

## Video musicale
Il video ufficiale del brano, pubblicato insieme ad esso, è stato diretto da Matt Farman e Rou Reynolds e vede gli Enter Shikari suonare in bilico sopra una barca a remi dopo un probabile naufragio. Alla fine del brano, i quattro si gettano in mare, continuando a eseguire il brano.

## Tracce
Testi di Rou Reynolds, musiche degli Enter Shikari.
1. Hoodwinker – 3:47

## Formazione
- Rou Reynolds – voce, programmazione
- Rory Clewlow – chitarra, voce secondaria
- Chris Batten – basso, voce secondaria
- Rob Rolfe – batteria, percussioni, cori

## Classifiche
| Classifica (2016)          | Posizione massima |
| -------------------------- | ----------------- |
| Regno Unito (rock & metal) | 28                |